# Götalandsviadukten
| Götalandsviadukten över spårområdet respektive över Åbyvägen, 2015. |  | Götalandsviadukten över spårområdet respektive över Åbyvägen, 2015. |
| Götalandsviadukten över spårområdet respektive över Åbyvägen, 2015. |  |                                                                     |

Götalandsviadukten är en vägbro för Götalandsvägen över banområdet och Åbyvägen norr om Älvsjö station i stadsdelen Liseberg, södra Stockholm. Den första bron var en tidig bågbro i betong som anlades här omkring 1910. Nuvarande bron stod färdig 1967.

## Namnet
Götalandsviadukten har sitt namn efter Götalandsvägen som i sin tur är uppkallad efter den uråldriga Göta landsväg vars sträckning sammanföll ungefär med dagens Götalandsvägen som fick sitt nuvarande namn 1924. 

## Historik

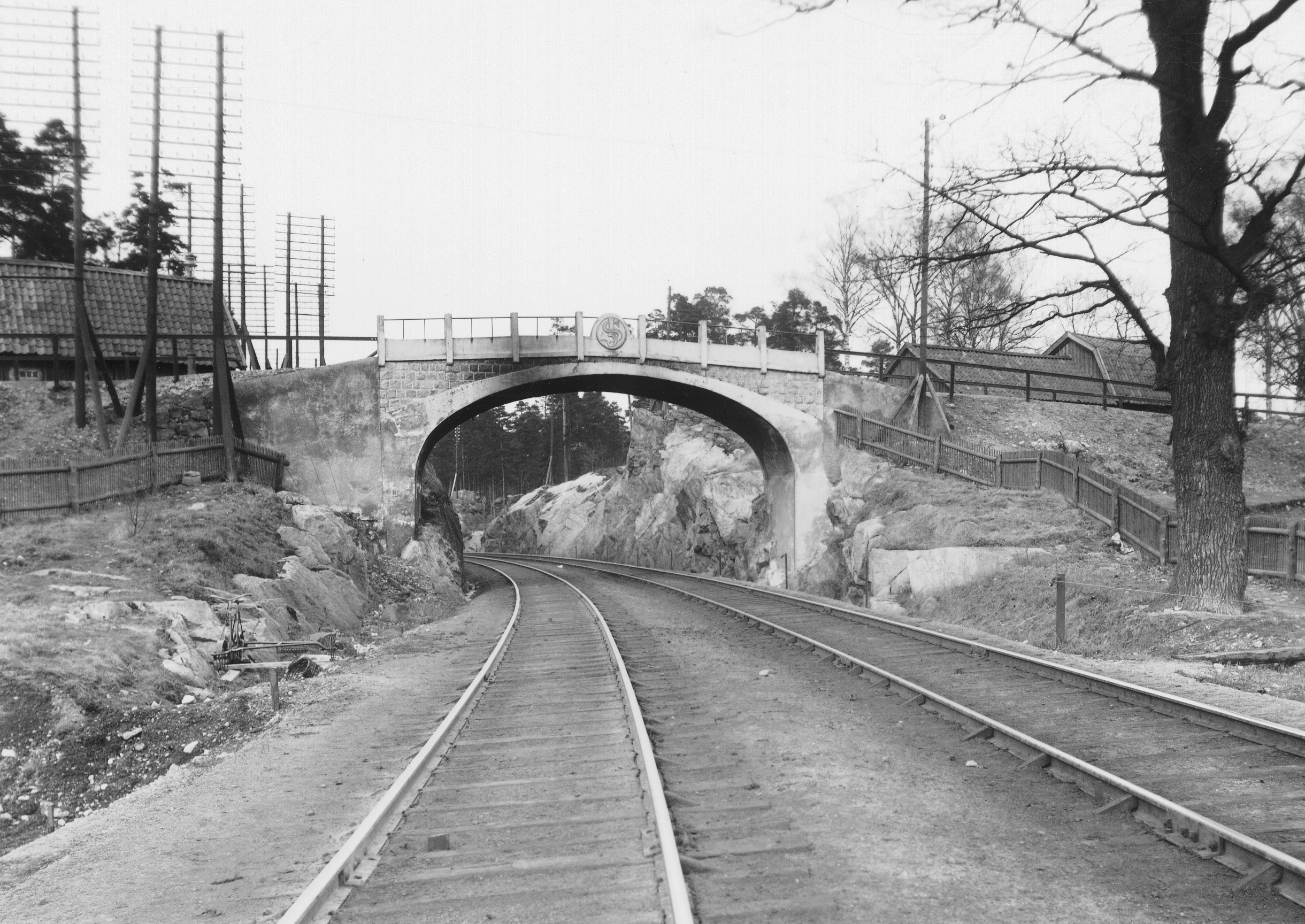
Den första bågbron från 1910-talet. Vy mot norr, foto: Frans Gustaf Klemming.

Den 1 december 1860 invigdes Västra stambanan. Strax norr om Älvsjö korsades banans spår av dagens Götalandsvägen som då var en enkel landsväg förbi närbelägna Brännkyrka kyrka. Direkt väster om övergångsstället låg Lerkrogen och på östra sidan ett fattighus. Lite länge norrut fanns ytterligare en korsning, dagens Västberga allébro. Både korsningar gjordes planskilda omkring 1910 när SJ lät anlägga två bågbroar av betong. Broräcket smyckades av en medaljong med initialerna SJ. Vid den tiden passerade två järnvägsspår under bron. 
På 1960-talet fastställdes planer för en utökning av spårområdet österut samt en anslutning till den framtida Brännkyrkaleden–Salemsleden som aldrig fullbordades. Idag går här Åbyvägen. Över järnvägen anlades en rak, cirka 65 meter lång betongbro vars brobana bärs upp av åtta slanka betongpelare. Här passerar idag sex järnvägsspår. I öster tillkom betongbron över Åbyvägen med anslutningsslinga till Åbyvägen. Båda stod färdiga 1967 när Åbyvägen öppnades för trafik.